# ماريا كوداما
ماريا كوداما شفايتزر (بالإسبانية: María Kodama)‏ (بوينس آيرس، 10 مارس 1937 - 26 مارس 2023) هي كاتبة، مترجمة وأستاذة أرجنتينية تعد الوريثة الشرعية لزوجها الكاتب خورخي لويس بورخيس، وهي رئيسة المؤسسة العالمية الحاملة لاسمه ومقرها في بوينس آيرس. وفي 2008، قامت بمبادرة تأسيس متحف مكرس لبورخيس. 

## هوامش
1. ↑   https://www.pagina12.com.ar/535132-murio-maria-kodama-la-viuda-de-jorge-luis-borges. {{استشهاد ويب}}: |url= بحاجة لعنوان (مساعدة) والوسيط |title= غير موجود أو فارغ (من ويكي بيانات) (مساعدة)
2. ↑   https://www.lavanguardia.com/cultura/20230404/8876190/maria-kodama-viuda-jorge-luis-borges-no-deja-testamento.amp.html. {{استشهاد ويب}}: |url= بحاجة لعنوان (مساعدة) والوسيط |title= غير موجود أو فارغ (من ويكي بيانات) (مساعدة)
3. ↑   https://www.lagaceta.com.ar/nota/984999/sociedad/a-86-anos-murio-maria-kodama-viuda-jorge-luis-borges.html. {{استشهاد ويب}}: |url= بحاجة لعنوان (مساعدة) والوسيط |title= غير موجود أو فارغ (من ويكي بيانات) (مساعدة)
4. ↑  http://www.albawabhnews.com/1655170 ماريا كوداما في مصر نسخة محفوظة 2015-12-22 على موقع واي باك مشين.

## روابط خارجية
- ماريا كوداما على موقع IMDb (الإنجليزية)